# 冯煜芳
冯煜芳（1963年1月29日—），浙江余姚人，中国弹道导弹弹头与战斗部技术专家。

## 生平
1987年毕业于国防科技大学。2008年获航天科技集团一院博士学位。2017年当选为中国工程院院士。